# Brave Entertainment
A Brave Entertainment (em coreano:  브레이브 엔터테인먼트) é uma gravadora sul-coreana, fundada em 2008 por Brave Brothers. A companhia possui dois outros nomes: Brave Sound e Brave Sound Entertainment.

## História
A Brave Entertainment foi fundada em 2008 por Kang Dong Chul depois que ele deixou a YG Entertainment. Brave Brothers, como é mais conhecido o fundador, também colabora com a Starship Entertainment quando foi revelado que ele produziu a canção de estreia do Sistar, "Push Push", e outras canções, incluindo seus hits "So Cool" e "Alone".

## Artistas

### Atuais:
| Ano  | Nome           | Hangul         | Líder       | Membro(s) | Gênero    | Nome do fã clube | Cor oficial      | Notas |
| ---- | -------------- | -------------- | ----------- | --------- | --------- | ---------------- | ---------------- | --- |
| 2008 | Brave Brothers | 용감한 형제    | —           | Solo      | Masculino | —                | —                | Produtor principal, fundador e rapper. Ele foi produtor para a YG Entertainment entre 2004 e 2008 antes de sair para iniciar sua própria companhia. |
| 2010 | Electro Boyz   | 일렉트로보이즈 | Maboos      | 3         | Masculino | TeamElectro      | —                | Trio de hip-hop. |
| 2011 | Brave Girls    | 브레이브 걸스  | Minyoung    | 4         | Feminino  | Fearless         | —                | Girl group de K-pop. |
| 2012 | Big Star       | 빅스타         | Feeldog     | 5         | Masculino | Only One         | —                | Boy band de K-pop. |
| 2017 | Samuel         | 사무엘         | —           | Solo      | Masculino | Garnet           | Rhodolite Garnet | Cantor Solo de K-pop. |
| 2020 | DKB            | 다크비         | E-Chan , D1 | 9         | Masculino | ㅡ               | ㅡ               | Boy band de K-pop |

Ex-Artistas:
• Samuel (2014 - 2019).

## Passados
- Park Kyung Rok - Atualmente produtor na OWL Production desde 2010. Ele também foi produtor na JYP Entertainment em 2007.[11]